# Brian Butch
Brian Butch (Appleton, Wisconsin, 22 de diciembre de 1984) es un entrenador de baloncesto estadounidense. Se desempeñó como jugador profesional entre 2008 y 2017, actuando en equipos de Europa, Asia y América. Fue miembro de la selección de baloncesto de Estados Unidos que obtuvo la medalla de bronce en los Juegos Panamericanos de 2011.

## Trayectoria

### Como jugador
Butch se destacó en el baloncesto juvenil en el estado de Wisconsin, siendo convocado para disputar la edición 2003 del McDonald's All-American Game en la que enfrentó a Chris Paul y LeBron James. Posteriormente fue reclutado por la Universidad de Wisconsin-Madison para competir con los Badgers en los torneos de la Big Ten Conference de la División I de la NCAA.
Tras pasar su primer año sin actividad luego de haber sido designado como redshirt, jugó cuatro temporadas en las que sumó 124 partidos, donde promedió 9 puntos y 5,4 rebotes por encuentro.
Se presentó al Draft de la NBA de 2008, pero no fue elegido por ninguna franquicia. Tuvo luego la oportunidad de disputar la NBA Summer League de ese año con los Memphis Grizzlies, pero siguió sin recibir ofertas de la NBA. En consecuencia partió al extranjero: tras un paso fugaz por China y una prueba fallida en España, desembarcó en el Giants Nördlingen de la Basketball Bundesliga de Alemania. 
Arrancó la temporada 2009-10 jugando para el Ilisiakos BC de la A1 Ethniki de Grecia, pero en diciembre de 2009 se incorporó al Bakersfield Jam de la NBA Development League. Su actuación con el equipo fue excepcional, siendo reconocido como el Jugador de Mayor Impacto del Año. Ello le permitió firmar un contrato con los Denver Nuggets en abril de 2010. De todos modos Butch no llegó a jugar en la temporada 2009-10 de la NBA y, tras lesionarse en la NBA Summer League de Las Vegas, fue apartado del equipo. 
Volvió a la actividad recién en 2011. Fue convocado por los New Orleans Hornets para su campo de entrenamiento en diciembre de aquel año, pero terminó regresando al Bakersfield Jam.
En 2012 estuvo a prueba en los Atlanta Hawks, jugó la NBA Summer League con los Milwaukee Bucks, y realizó la pretemporada con los Utah Jazz, pero una vez más se quedó sin la oportunidad de actuar en la temporada regular de la NBA.
Butch jugaría dos temporada más en la NBA Development League -con un breve paso por los Atléticos de San Germán del Baloncesto Superior Nacional de Puerto Rico-, partiendo luego hacia Asia para actuar en equipos de Filipinas y Japón.

### Como entrenador
Butch se desempeñó como asistente del entrenador Jordan Brady en el Wisconsin Herd de la G-League entre 2017 y 2019.

## Selección nacional
En 2010 recibió una oferta de la Federación de Baloncesto de Filipinas para nacionalizarse filipino y jugar con su selección nacional, pero finalmente ello no se concretó y Marcus Douthit tomó su lugar.
Integró, en cambio, la selección de Estados Unidos que obtuvo la medalla de bronce en los Juegos Panamericanos de 2011.